# 朴永植
朴永植（曾译朴映式，1950年—） 朝鮮民主主義人民共和国的政治家、軍人。朝鲜劳动党中央委員会政治局委员、中央軍事委員会委員、国務委員会委員、第13任人民武装力量部部長。大将军衔。2016年5月第7届朝鮮劳动党大会上位列党内第16位。

## 履歴
朝鲜人民军总政治局出身。1999年进少将，2009年4月进中将，2014年4月任总政治局副局長兼組織部長，同時晋升为上将。2015年4月（華商報为5月29日）晋升大将。
2015年7月11日、朝鮮中央通信社在报道中正式介绍朴永植为“人民武力部長、朝鮮人民軍陸軍大将”，前职务为人民军总政治局副局長。其应是同年4月在肃清玄永哲後接任。
2016年5月召开的朝鲜劳动党第七次全国代表大会上，朴永植被选为党中央委員会政治局委員、党中央軍事委員会委員。同年6月29日召开的第13届最高人民会議第4次会議上，又被选为新設立的国務委員会（前身为“国防委员会”）委員。
2017年在聯合國安全理事會第2375號決議附件一中被列為「旅行禁令/資產凍結」的個人。
2018年7月，被努光鐵取代為人民武力相。